# Ficimia ruspator
Ficimia ruspator (геррерська гачконоса змія) — вид змій родини полозових (Colubridae). Ендемік Мексики.

## Поширення і екологія
Геррерські гачконосі змії відомі з типової місцевості, розташованої в районі міста Чильпансінго-де-лос-Браво в штаті Герреро. Вони живуть в гірських сосново-дубових і хмарних лісах.